# 2013 au Maroc
Chronologie du Maroc
- 2009
- 2010
- 2011
- 2012
- 2013
- 2014
- 2015
- 2016
- 2017

Cet article présente les faits marquants de l'année 2013 au Maroc ou relatifs au Maroc.

## Événements
- Le Traité de Marrakech (officiellement le Traité de Marrakech visant à faciliter l'accès des aveugles, des déficients visuels et des personnes ayant d'autres difficultés de lecture des textes imprimés aux œuvres publiées, familièrement MVT[1]) est un traité sur le droit d'auteur adopté à Marrakech (Maroc) le 28 juin 2013[2],[3]. Le 30 juin 2016, 20 instruments de ratification ou d'adhésion des parties éligibles ont été déposés, ce qui a permis son entrée en vigueur, trois mois plus tard, le 30 septembre 2016[4].  En novembre 2024, le traité comptait 98 parties contractantes couvrant 124 États membres de l'OMPI, l'Union européenne y ayant adhéré en bloc[5].
- Affaire Galvan : scandale provoqué par la libération de Daniel Galvan Viña, un homme de nationalité espagnole, d’origine irakienne, condamné pour pédophilie et emprisonné au Maroc, en 2013, puis libéré dans le cadre d'une grâce collective au nom des bonnes relations entre les deux royaumes marocain et espagnol. Le roi du Maroc Mohammed VI, qui retira ensuite sa grâce, a affirmé ignorer les détails du dossier.
- 3 et 4 avril : visite de François Hollande au Maroc[6].

## Sports
- L'Africa Eco Race 2013 est le 5e Africa Eco Race. Le départ fictif est donné à Saint-Cyprien le 27 décembre 2012. Le départ officiel se déroule à Nador au Maroc deux jours plus tard. Les concurrents arrivent à Dakar le 9 janvier 2013.
- Saison 2013-2014 du Championnat du Maroc de basket-ball.
- Les Championnats d'Afrique d'haltérophilie 2013 sont la 24e édition des Championnats d'Afrique d'haltérophilie. Ils se déroulent du 30 octobre au 3 novembre 2013 à Casablanca au Maroc, et voient s'affronter 69 hommes et 32 femmes de onze nations africaines (l'Afrique du Sud, l'Algérie, le Cameroun, le Ghana, le Kenya, la Libye, Madagascar, le Maroc, Maurice, les Seychelles et la Tunisie[7].
- Les Championnats d'Afrique de pétanque 2013 sont la 4e édition des Championnats d'Afrique de pétanque, une compétition continentale organisée par la Confédération africaine des sports boules. Ils se déroulent à Casablanca, au Maroc, du 7 au 9 juin 2013[8],[9],[10],[11],[12],[13],[14].
- La Ligue des champions d'Afrique masculine de handball 2013 est la 35e édition de la Ligue des champions d'Afrique masculine de handball. Organisée par la Confédération africaine de handball, elle met aux prises 11 clubs africains et est disputée du 3 au 12 octobre 2013  à Marrakech au Maroc.
- Le Tour du Maroc 2013 s'est déroulé du 29 mars au 7 avril, sur un parcours de 1610 kilomètres de Rabat à Casablanca. Cette édition est la 26e de l'histoire de la compétition. La course est remportée par le coureur français Mathieu Perget.

### Football
- La Coupe du monde des clubs de la FIFA 2013 est la 10e édition de la Coupe du monde des clubs de la FIFA. Elle s'est tenue du 11 au 21 décembre 2013[15] au Maroc et pour la première fois en Afrique. Le pays organisateur a été choisi en décembre 2011 par la Fédération internationale de football association (FIFA).
- Le Championnat d'Afrique de beach soccer 2013 est la 6e édition de la plus grande compétition pour les sélections nationales de beach soccer membres de la Confédération africaine de football. Les deux premières places sont qualificatives pour la Coupe du monde 2013.
- La coupe d’Afrique des nations des moins de 17 ans 2013 est un tournoi de football organisé par la Confédération africaine de football (CAF). Elle se déroule tous les deux ans et oppose les meilleures sélections africaines des moins de 17 ans.
- La saison 2012-2013 de la Botola Pro est la 97e édition du Championnat du Maroc de football. Il s'agit de la 2e édition du championnat sous l'ère professionnelle. Le Raja CA remporte le 11e titre de son histoire.
- La saison 2013-2014 de la Botola Pro est la 98e édition du Championnat du Maroc de football. Il s'agit de la 3e édition du championnat sous l'ère professionnelle. Le MA Tétouan remporte son 2e titre de champion du Maroc dans son histoire.
- La Coupe du Trône 2013 est la 57e édition de la Coupe du Trône de football.
- L'équipe du Maroc de football participera à la Coupe d'Afrique des nations de football 2013.
- La saison 2012-2013 du Raja Club Athletic est la 64e de l'histoire du club depuis sa fondation le 20 mars 1949. Elle fait suite à la saison 2009-2010 dans laquelle le Raja a terminé quatrième en championnat. M'hamed Fakhir commence sa deuxième saison en tant qu'entraîneur du Raja CA après celle de 2010-2011.
- La saison 2013-2014 du Raja Club Athletic est la 65e de l'histoire du club depuis sa fondation le 20 mars 1949. Elle fait suite à la saison 2012-2013 dans laquelle le Raja a remporté le doublé Coupe-Championnat. M'hamed Fakhir entame sa deuxième saison consécutive, et troisième au tant qu'entraîneur de l'équipe après celles de 2010-2011 et 2012-2013.

### Tennis
- Le Tournoi de tennis du Maroc (WTA 2013) est un tournoi de tennis professionnel féminin. L'édition 2013, classée en catégorie International, se dispute à Marrakech du 22 au 28 avril 2013[16].
- Le tournoi de tennis du Maroc 2013 s'est déroulé du 8 au 14 avril à Casablanca.

## Culture
- 23 au 28 septembre 2013 : septième édition du Festival international du film de femmes de Salé, a notamment :
  - mis à l'honneur le cinéma chilien;
  - rendu hommage à Farida Bourquia (réalisatrice marocaine), Athar El Hakim (actrice égyptienne)
- La Lune rouge (القمر الأحمر, Alqamar Alahmar) est un film biographique et musical marocain réalisé par Hassan Benjelloun, sorti en 2013. Le film a été présenté par le Maroc à la 87e cérémonie des Oscars pour l'Oscar du meilleur film en langue étrangère, mais n'a pas été retenu comme candidat[17],[18].
- L’Armée du salut, film dramatique réalisé en 2013 par Abdellah Taïa.
- C'est eux les chiens... (en arabe : هم الكلاب) est un film marocain présenté sous forme d'un found footage, réalisé par Hicham Lasri et sorti en 2013.
- La Femme à la caméra est un documentaire marocain de la réalisatrice Karima Zoubir, sorti en 2013.
- Né quelque part est un film de comédie dramatique réalisé par le franco-algérien Mohamed Hamidi et sorti le 19 juin 2013.
- Rock the Casbah est une comédie dramatique franco-marocaine réalisée par Laïla Marrakchi et sortie en 2013.
- SAGA, l'histoire des hommes qui ne reviennent jamais est un long métrage marocain réalisé par Othman Naciri et produit par Hemera Films en 2013.